# دیوید زامین
دیوید زامین (انگلیسی: Davide Xamin؛ زادهٔ ۲۹ اوت ۱۹۹۶) بازیکن فوتبال است.